# Ivan Stefanutti
Ivan Stefanutti (Udine, ...) è un regista, scenografo e costumista italiano.

## Biografia
Laureato in architettura a Venezia, la sua attività è maggiormente intensa nell'opera lirica, dove ha curato la regia, le scene ed i costumi per i teatri lirici italiani e stranieri.
Dopo una lunga collaborazione con Sylvano Bussotti, agli inizi degli anni novanta del XX secolo, inizia a firmare le sue regie. Mette in scena titoli dal grande repertorio popolare dell'opera (La traviata, Rigoletto, La bohème, Nabucco, ecc), rarità liriche (Lodoletta, I Rantzau, ecc.), nonché opere di autori contemporanei. I suoi spettacoli sono sia di impostazione tradizionale come Andrea Chénier sia personali allestimenti come Aida in versione intergalattica.
Molto attivo anche nel teatro leggero, nel musical ed nell'operetta. Per il festival dell'operetta di Trieste firma Il conte di Lussemburgo, Rose Marie, La vedova allegra e Orfeo all'inferno.
Nell'estate 2001 debutta con l'opera rock Metropolis, ispirato al film di Fritz Lang. Dalla collaborazione con Silver nasce un nuovo musical In bocca al lupo!…e basta!, spettacolo che si avvale di nuove tecnologie che consentono ad attori virtuali (Lupo Alberto) di recitare assieme ad attori reali.
Nel suo operare in ogni tipologia di spettacolo, mette in scena anche commedie per il grande pubblico con attori molto popolari come Gianfranco D'Angelo o Enrico Beruschi.
Alla fine del 2005, le esperienze tra musica, danza e prosa confluiscono in Histoire du soldat di Igor' Fëdorovič Stravinskij, al Teatro Sociale di Rovigo. Nel 2008 dirige un inedito Elisir d'amore nella Lingua italiana dei segni, con artisti non udenti al Teatro Comunale di Treviso. Sempre nel 2008 continua l'esperienza con la prosa “seria” con La terra senza, dramma di A. Vinci.
Il rapporto con il balletto inizia al Teatro Regio di Torino nel 1993, dove cura due allestimenti con le coreografie di R. Castello e continua, con regolarità, con C. Ronda e la Compagnia Fabula Saltica di Rovigo. (Pinocchio- burattino senza fili supera le 180 repliche). Dal 2004 al 2011 collabora con Atto Primo-Rimininmusica dove ogni primo gennaio un'opera lirica apre l'anno. Per il cinema firma le scene ed i costumi del film Maggio musicale di Ugo Gregoretti. Nel maggio 2004 dirige Plácido Domingo ne Le donne di Puccini al Festival Puccini di Torre del Lago, dove il grande tenore interpreta il ruolo (in prosa) di Giacomo Puccini.
Dal libro Il formaggio e i vermi di Carlo Ginzburg viene tratta l’opera lirica Menocchio di R.Miani che mette in scena al Mittelfest nel 2016.
Nel 2017 inizia un progetto internazionale che vede due teatri statunitensi (OperaCarolina di Charlotte e New York City Opera di New York) e due teatri italiani (Teatro Lirico di Cagliari e Teatro del Giglio di Lucca) coprodurre La fanciulla del west di Giacomo Puccini. Nel 2019 una nuova incursione nel Musical con i bellissimi costumi di Singin’ in the rain. Lo stesso anno segna il suo ritorno negli Stati Uniti con una nuova produzione dell’opera Macbeth di Giuseppe Verdi. Segue una nuova produzione di Tosca di Giacomo Puccini.
Dopo l'inevitabile pausa che ha fermato tutto il mondo dello spettacolo, nel 2021 la sua attività riprende a pieno ritmo firmando regia, scene e costumi per un nuovo Il barbiere di Siviglia di Gioachino Rossini per l'AsLiCo, in coproduzione con Shanghai Conservatory of Music e Opera Lombardia; e una nuova edizione de La traviata di Giuseppe Verdi per il Teatro Sociale di Rovigo in coproduzione con altri 4 teatri italiani. Contemporaneamente disegna i costumi per l'ennesimo musical: Pretty Woman. 
Il 2022 si apre con la prima produzione lirica della Fondazione Giovanni da Udine: Le nozze di Figaro di W.A.Mozart che l’anno successivo sarà in scena anche per la Fondazione Arena di Verona e la stagione successiva al Teatro Chervantes di Malaga. In questi anni continua a disegnare costumi per il Musical: Sister Act a Milano e Pretty Woman a Barcellona e Madrid. Poi, ancora costumi per il musical Chicago.
Nel 2024 finalmente, dopo 6 anni di preparazione, va in scena con la sua supervisione artistica Non dirmi che hai paura di Giuseppe Catozzella con musiche di Peter Gabriel e Alessandro Baldessari. Spettacolo in cui si racconta la tragica vicenda dell'atleta somala Samia Yusuf Omar.

## Regia, scene e costumi

### Opera lirica
- Rinaldo di Johannes Brahms (1993)
- Kaffee kantate di Johann Sebastian Bach (1993)
- La damnation de Faust di Hector Berlioz (1994)
- I Capuleti e i Montecchi di Vincenzo Bellini (1994)
- Orfeo ed Euridice di Christoph Willibald Gluck (1995)
- Rigoletto di Giuseppe Verdi (1995)
- Eugenio Onieghin di Pëtr Il'ič Čajkovskij (1996, 2003)
- Andrea Chénier di Umberto Giordano, (1996, 1998-2000, 2003, 2005, 2008)
- Norma di Vincenzo Bellini (1996)
- Le convenienze ed inconvenienze teatrali di Gaetano Donizetti (1997)
- La traviata di Giuseppe Verdi (1997)
- Les contes d'Hoffmann di Jacques Offenbach (1997)
- Manon di Jules Massenet (1998, 2002, 2004)
- I compagnacci di Primo Riccitelli (1999)
- Il trovatore di Giuseppe Verdi (2000, 2006)
- Kaffee kantate di Johann Sebastian Bach (2000)
- Bach haus di M. Dall'Ongaro (2000, 2003)
- Aida di Giuseppe Verdi (2001-2002, 2008-2009)
- Adriana Lecouvreur di Francesco Cilea (2002, 2003, 2007, 2010, 2014, 2017, 2019, 2020, 2025)
- L'elisir d'amore di Gaetano Donizetti (2002)
- Melologo comico di A. Gentile, A. Sbordoni, F. Sebastiani, Stefano Benni (2003)
- Nabucco di Giuseppe Verdi (2003-2005)
- La fanciulla del West di Giacomo Puccini (solo regia, 2005)
- Rigoletto di Giuseppe Verdi (2005, 2009)
- Cavalleria rusticana di Pietro Mascagni e Gianni Schicchi di Giacomo Puccini (2005, 2016-2017)
- La bohème di Giacomo Puccini (2006-2015)
- Tosca di Giacomo Puccini (2010)
- Carmen di Georges Bizet (2010-2011)
- Rigoletto di Giuseppe Verdi (2010-2011)
- Luisa Miller di Giuseppe Verdi (2010)
- Simon Boccanegra di Giuseppe Verdi (2011, 2013, 2022)
- Un ballo in maschera di Giuseppe Verdi (2012-2013)
- Falstaff di Giuseppe Verdi (2013)
- La favola di Orfeo di Alfredo Casella (2013)
- Menocchio di Renato Miani (2016)
- La fanciulla del west di Giacomo Puccini - Opera Carolina (2017-2018)
- La Gloria e Himeneo di Antonio Vivaldi (2017)
- Macbeth di Giuseppe Verdi (2019)
- Tosca di Giacomo Puccini (2019-2020)
- Il barbiere di Siviglia di Gioachino Rossini (2021-2022)
- La traviata di Giuseppe Verdi (2021-2022)
- Le nozze di Figaro di Wolfgang Amadeus Mozart (2022-2023)
- Die Zauberflöte di Wolfgang Amadeus Mozart (2023-2024)
- Tosca di Giacomo Puccini (2023)
- Il barbiere di Siviglia di Gioachino Rossini (2024)
- Die Entführung aus dem Serail di Wolfgang Amadeus Mozart (2025)

### Musical, operetta
- Candide (Bernstein), di Leonard Bernstein (1995, 2004)
- Il conte di Lussemburgo, operetta di Franz Lehár (1998)
- Rose Marie, operetta di Rudolf Friml e Herbert Stothart (1999)
- La vedova allegra, operetta di Franz Lehár, scene e costumi di Ivan Stefanutti (2001)
- Metropolis, il musical (2001, 2003-2005)
- Orfeo all'inferno, operetta di Jacques Offenbach (2003)
- Trentapercento, progetto rock con i Todo Modo (2004)
- In bocca al lupo!... e basta!, musical di Silver e A&A Fornari (2006-2007)
- Singin' in the Rain, musical, costumi di Ivan Stefanutti, Produzione Entertainment Stage Italia (2019)
- Pretty Woman - The Musical, costumi di Ivan Stefanutti, Produzione Stage Entertainment Italia (2021-2022)
- Pretty Woman - The Musical, costumi di Ivan Stefanutti, Produzione Veniu (2022 - 2023 - 2024)
- Pretty Woman - The Musical, costumi di Ivan Stefanutti, (2022-2023)
- Sister Act (musical), costumi di Ivan Stefanutti, Produzione Stage Entertainment Italia (2022-2023-2024)
- Chicago (musical), costumi di Ivan Stefanutti, Produzione Stage Entertainment Italia (2023-2024)
- Non dirmi che hai paura, di Giuseppe Catozzella con musiche di Peter Gabriel e Alessandro Baldessari supervisione artistica di Ivan Stefanutti; (2024)

### Balletto
- Petrouchka di Igor' Fëdorovič Stravinskij (1993)
- La creazione del bue blu, balletto, musica di Darius Milhaud (1994)
- Il pranzo, balletto, musica di Carlo Pedini (2002)
- Pinocchio burattino senza fili, balletto di Edoardo Bennato, I. Stefanutti, C. Ronda, (2003-2017)
- Barbablù, balletto aavv, (2008)

### Prosa e recital
- Lontano dagli occhi di Fryderyk Chopin/Lorenzo Ferrero (1999)
- L'uomo è fumator... Stasera Milly con Gennaro Cannavacciuolo (2000)
- Verdi al Tettuccio, commedia-concerto con Enrico Beruschi (2001)
- Le donne di Puccini con Plácido Domingo (2004)
- Signora in rosso, commedia con Gianfranco D'Angelo e Alena Šeredová (2004-2005)
- Histoire du soldat di Igor' Fëdorovič Stravinskij (2005-2006)
- L'elisir d'amore nella Lingua dei segni (LIS) (2008)
- La terra senza, dramma di Anna Vinci (2008-2010)
- Se no i xe mati no li volemo di Gino Rocca, Scene e costumi di I. Stefanutti; regia di G, Emiliani (2011)
- Finché giudice non ci separi di A. e T. Fornari, A.Maia e V.Sinopoli, Scene di Ivan Stefanutti; regia A.Fornari (2016)
- Tangentopoli di V.Sinopoli e A.Maia; Scene e costumi di I. Stefanutti; regia di A. Maia (2017)
- Un piccolo gioco senza conseguenze di G.Sibleyras e J.Dell, Scene di Ivan Stefanutti; regia A.Fornari (2018)
- La casa di famiglia di A. e T. Fornari, A.Maia e V.Sinopoli, Scene di Ivan Stefanutti; regia A.Fornari (2018)
- Vi presento papà di A. e T. Fornari, A.Maia e V.Sinopoli, Scene di Ivan Stefanutti; regia T.Fornari (2018)